# Piero Becchetti
Piero Becchetti (Roma, 1922 – Roma, 2011) è stato uno storico e collezionista italiano.
Probabilmente il più importante studioso di storia della fotografia italiana del XIX secolo fino ai primi anni del Novecento ed in particolare di quella romana.

## Biografia
Scarse sono le notizie su Becchetti, sappiamo che iniziò a collezionare fotografie fin da adolescente quando trovò in una bancarella a Palermo una cassa di vecchie foto. La collezione, che crebbe nel tempo fino ad arrivare ad oltre 40.000 positivi, si era specializzata nella fotografia italiana dalla nascita alla prima guerra mondiale ed oltre, in particolare di quella della città di Roma.
Romano di Testaccio, ha dedicato gran parte dei suoi studi e della sua collezione alla ricerca di foto della città di Roma. Collaboratore della Biblioteca Nazionale, ha lavorato anche all'importante collezione di Giuseppe Ceccarelli, conosciuto col nome di Ceccarius (1889-1972), la cui raccolta di immagini ha permesso di conoscere le trasformazioni di Roma e particolari eventi come ad esempio l'inondazione della città nel 1887, dalle quali è stato tratto il volume "Roma nelle fotografie della raccolta Ceccarius".
Nel 1973 entrò a far parte del Gruppo dei Romanisti, che nulla aveva a che fare con le squadre di calcio, tra i cui membri oltre a Ceccarius, figuravano Ettore Petrolini, Trilussa, Augusto Jandolo e altri e che aveva lo scopo di tenere vivo lo spirito della romanità e la valorizzazione del patrimonio storico e artistico.
Negli anni Novanta del XX secolo Becchetti decise di donare una parte significativa della propria collezione all'ICCD - Istituto centrale per il catalogo e la documentazione composta da 40.000 positivi, libri e macchine fotografiche d'epoca con le relative attrezzature.
Nel 2018 il figlio Alessandro ha voluto donare anche il resto dei materiali del padre che si compongono di un elevato numero di lastre, apparecchi fotografici, libri e documenti che Becchetti ha utilizzato per i volumi da lui pubblicati.
Si tratta di stampe di grande valore (albumine, stampe ai sali d’argento, carboni, carte salate) e pezzi unici come dagherrotipi, ambrotipi e ferrotipi realizzati tra Otto e Novecento.
I fotografi della collezione sono Giacomo Caneva, Felice Beato, Eadweard Muybridge, Tommaso Cuccioni, Robert Rive, Lodovico Tuminello, Carlo Baldassarre Simelli, Filippo Belli, Cesare Vasari, Samuel Bourne, ed anche i Fratelli Alinari, i Fratelli D'Alessandri, Giacomo Brogi, James Anderson, Gioacchino Altobelli, Giorgio Sommer & Edmondo Behles, Giacinto Garaffi ed altri.

## Pubblicazioni
- Fotografi e fotografia in Italia 1839-1880, Quasar ed. 1978
- Roma in dagherrotipia, Quasar ed. 1979
- Roma tra storia e cronaca dalle fotografie di Giuseppe Primoli, Quasar ed. 1981 (con Carlo Pietrangeli)
- Tevere e Agro romano dalle foltografie di Giuseppe Primoli, Quasar ed. 1982 (con Carlo Pietrangeli)
- La fotografia a Roma dalle origini al 1915, Colombo ed. 1983
- Immagini della campagna romana 1853-1915, Quasar ed. 1983
- Un inglese fotografo a Roma, Robert Macpherson, Quasar ed. 1987 (con Carlo Pietrangeli)
- Pittori fotografi a Roma 1845-1870, Multigrafica 1987 (catalogo della mostra)
- Roma primo Novecento nelle immagini di Alfredo De Giorgio, Editalia 1988 (con Carlo Pietrangeli e Livio Jannattoni)
- Giacomo Caneva e la Scuola Fotografica Romana (1847-1855), Alinari ed. 1989
- Roma nelle fotografie della raccolta Ceccarius, Colombo ed. 1991 (con Laura Biancini e Simonetta Buttò)
- Roma nelle fotografie dei Fratelli D'Alessandri, Colombo ed. 1996
- Dagli Anni Santi al Giubileo del 2000. Storia di un evento in 150 anni di fotografia, Alinari ed. 1996 (con Michele Falzone del Barbarò, Susanna Weber)
- La fotografia a Roma, Colombo ed. 1997
- Roma in Vetrina Un Secolo di Commercio al Corso, Colombo ed. 2001, ISBN 88-86359-42-X
- Roma in tre dimensioni: la fotografia stereoscopica, Colombo ed. 2004 (con Bruno Brizzi) - ISBN 88-86359-52-7